# 伯納德·鮑桑葵
伯纳德·鲍桑葵（英語：Bernard Bosanquet，/ˈboʊzənˌkɛt, -kɪt/；1848年6月14日—1923年2月8日），是英国新黑格尔主义 、英国唯心主义 和新自由主义的代表人物。他在逻辑学、美学、哲学、政治哲学、宗教学、心理学等方面都有建树。除從事专业研究外，还积极参与社会改革、关注成人教育。鲍桑葵一生编著超过20本书，发表約150篇论文，著作包括专业论文和通俗作品。

## 生平
鲍桑葵1848年出生在英国诺森伯兰郡，一户拥有庄园和农场的富裕家庭。他的父母共生育有五个男孩，鲍桑是家中最小的。这个五个孩子中除了鲍桑葵的四哥乔治（George）在24岁的时不幸去世之外，其他都其事业。鲍桑葵的长兄查尔斯（Charles）是慈善组织协会（the Charity Organisation Society） 的创始人，也是这个协会第一任书记。另一个兄弟戴伊（Day）是英國皇家海軍的上将，在1909年至1914年期间担任南澳大利亚的总督。还有一个兄弟赫尔福特（Holford）是数学家、物理学家、律师和音乐家，也是牛津大学圣约翰学院研究员和英国王家学会会员。
鲍桑葵先后就学于哈羅公學（1862年至1867年）和牛津大學貝利奧爾學院（1867年至1870年）。鲍桑葵在貝利奧爾學院就读期间，正是由边沁、密尔主导的功利主义开始受到挑战的时代。本傑明·喬維特（Benjamin Jowett）、愛德華·凯尔德（Edward Caird）與托马斯·希尔·格林都是贝列尔学院的知名人物，影响了鲍桑葵的思想。托马斯·希爾·格林于1866年到1871年间在贝列尔学院任教，并开始发表带有新黑格尔主义思想的文论。这也正是鲍桑葵在牛津求学时，从鲍桑葵的著作中我们可轻易发现他对于托马斯·希爾·格林的尊敬及所受的影响。鲍桑葵在牛津求学期间成绩优异，毕业不久就入选了牛津大学大学学院的研究员，他在那里讲授逻辑史、希腊歷史，稍后又讲授倫理學。很可能也是受到格林的影响，在大学授课期间他计划写倫理學方面的著作，因为格林曾以倫理學為主题作过数年的讲演。鲍桑葵在这时期还翻译出版了舒曼（G.F. Schoemann）的雅典宪政史（Athenian Constitutional History）。据说格林也曾认为鲍桑葵是这一代人中的最具天赋者 。
1880年鲍桑葵的父亲去世，他因此得到一笔遗产能够赖以为生。所以第二年他就辞去教职离开牛津前往伦敦。到伦敦不久后鲍桑葵便积极投身社会工作，在大学成人进修班授课和讲演，并且据说他“拥有异乎寻常的能力，能把深奥的理论阐释给大众听”。不过有听众曾对人说鲍桑葵所讲的东西他有一半都听不明白，可是他仍然能够坚持一听就是数个小时，这也从另一面说明了鲍桑葵演讲的魅力。鲍桑葵许多主要作品，例如《逻辑的本质》（The Essentials of Logic），《献给英国读者的柏拉图理想国阅读指南》（A Companion to Plato's Republic for English Readers），《道德自我的心理学》（Psychology of the Moral Self）及《关于国家的哲学理论》（The Philosophical Theory of the State）都是根据这时期的讲演而后编著出版的。此外他还参加一些协会，如伦敦伦理学会（the London Ethical Society ）、慈善组织协会以及亚里士多德学会（Aristotelian Society）。在此期间，鲍桑葵除了参与社会工作，他还研究古希腊哲学和黑格尔的著作，他认为黑格尔是希腊思想最忠实的阐释者。他还经常在《衛報》和《蓓尔美街报》（The Pall Mall Gazett）上发表哲学书评，时间一长人们很自然地就把他认作了当时牛津唯心主义学派的代表人物。
1895年，鲍桑葵与海倫·丹迪（Helen Dendy）女士成婚。海倫·丹迪是王家专门调查委员会关于济贫法调查（1905年-1909年）的领导人物，也是一位积极的社会工作者，与鲍桑葵算是志同道合。由于鲍桑葵决定花更多时间从事哲学研究工作，所以1897年他们夫妇二人便离开伦敦，起先在凯特罕（Caterham）居住了两年，而后又于1899年搬到奥克肖特（Oxshott）住。1903年，他在苏格兰的圣安德鲁斯大学任倫理学教授。鲍桑葵的“个性和风度立即就让学生们感到在他们面前的是在一位不寻常的智者” ，他的声望、影响力和耐心细致、热情认真的工作精神，自然深深吸引住了来上课的学生。这时期由于大学管理与教学任务缠身，他的写作成果相对较少。
1908年，鲍桑葵的身体健康状况开始变差，他觉得如果继续在大学执教，就会失去许多写作时间，所以他决定退休了。不过在退休的1908年到1922年间，鲍桑葵繁忙依旧。他接受了伯明罕大學和聖安德魯斯大學荣誉博士学位，而在此之前格拉斯哥大學和杜倫大學已经授予过了他类似的荣誉。1907年他还成为了第一批入选英国社会科学院 的卓越学者之一。1911年和1912年鲍桑葵在愛丁堡大學任吉福德讲座（Gifford Lecturer）的讲座教授。为此准备的《个性与价值的原理》（The Principle of Individuality and Value）和《个体的价值和命运》（The Value and Destiny of the Individual）两份讲稿被认为是他的形上學思想的最深刻也是最系统的阐述。1915年他又当选为第五届国际哲学代表大会（International Congress of Philosophy）的主席。
1922年夏，鲍桑葵的健康状况恶化，他与妻子决定搬回伦敦居住。回到伦敦不久，1923年2月8日鲍桑葵就与世长辞，享年75岁。《泰晤士报》在其去世后第二天登載的文章中，將他称为“过去十年中英国哲学界的中心人物”，“在某种意义上是他所在时代英国哲学家的最好代表人”。

## 過世與紀念
1922年夏天，鲍桑葵的健康状况恶化，他与妻子决定搬回伦敦居住。回到伦敦不久後，在1923年2月8日鲍桑葵就与世长辞了，享年75岁。泰晤士报在他去世后第二天的一篇文章中称他为“过去十年中英国哲学界的中心人物”，“在某种意义上是他所在时代英国哲学家最好的代表人物。”

## 資料來源

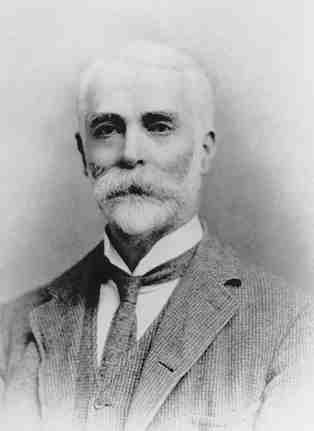
伯納德·鮑桑葵

- William Sweet (ed.), 'Introduction', The Collected Works of Bernard Bosanquet (Bristol: Thoemmes Press, 1999), pp. xi-xxxviii.
- Stanford Encyclopedia of Philosophy entry on Bosanquet
- 鲍桑葵夫人所写的"an account of his life"

## 外部资料
- Bernard Bosanquet〔英文〕